# España en los Juegos Paralímpicos de Albertville 1992
España estuvo representada en los Juegos Paralímpicos de Albertville 1992 por trece deportistas, diez hombres y tres mujeres.

## Medallistas
El equipo paralímpico español obtuvo las siguientes medallas:
| Nombre               | Deporte        | Evento                                   |
| -------------------- | -------------- | ---------------------------------------- |
| Oro                  |                |                                          |
| —                    |                |                                          |
| Plata                |                |                                          |
| Manuel Buendía       | Esquí alpino   | Supergigante B2 masculino                |
| Bronce               |                |                                          |
| Magda Amo            | Esquí alpino   | Eslalon gigante B1-3 femenino            |
| Marcos Manuel Llados | Esquí alpino   | Eslalon gigante B2 masculino             |
| Miguel Ángel Pérez   | Esquí de fondo | 5 km distancia corta LW3,5/7,9 masculino |